# ستراد بينك للسيدات 2021
ستراد بينك للسيدات 2021 هو سباق دراجات هوائية، وهو الموسم رقم 7 من السباق، وأقيم في 6 مارس 2021، وامتدّ لمسافة 136 كيلومتر، وهو أحد سباقات طواف العالم للدراجات للسيدات 2021، وقد شارك في السباق  135 متسابقاً ووصل إلى نهايته  85 متسابقاً.
فاز فيه بالمركز الأول  شانتال بلاك، وبالمركز الثاني  إليسا ونغو بورغيني، وبالمركز الثالث  أنا فان دير بريغين.

## الفرق
| فرق سيدات عالمية (9)- ألي بي تي سي ليوبليانا 2021 ‏ - Liv AlUla Jayco ‏ - كانيون إس آر إيه إم راسينغ 2021 ‏ - فريق سنويب للسيدات 2021 ‏ - FDJ–Suez ‏ - ليف ريسينغ 2021 ‏ - موفيستار للسيدات 2021 ‏ - إس دي وركس 2021 ‏ - Lidl–Trek (women's team) ‏ فرق دراجات قارية سيدات (14)- أيه آر مونكس برو سيكلينج للسيدات 2021 ‏ - Aromitalia–Basso Bikes–Vaiano ‏ - بيبينك 2021 ‏ - Born To Win–Zhiraf–G20 ‏ - Ceratizit Pro Cycling ‏ - Isolmant–Premac–Vittoria ‏ - جامبو فيسما للسيدات 2021 ‏ - لوتو سودال للسيدات 2021 ‏ - ماسي تكتيك 2021 ‏ - باركهوتل فالكنبورغ 2021 ‏ - Servetto–Makhymo–Beltrami TSA ‏ - EF Education–Tibco–SVB ‏ - توب قيرلز فسى برتولو 2021 ‏ - فالكار سيلانس 2021 ‏ |  |
| |  |

## المشاركون
| موفيستار للسيدات ‏ MOV | موفيستار للسيدات ‏ MOV    | موفيستار للسيدات ‏ MOV |
| --------------------- | ------------------------ | --------------------- |
| م                     | عداء                     | مرتبة                 |
| 1                     | أنيميك فان فليوتن (طريق) | 4                     |
| 2                     | أود بيانيك               | 76                    |
| 3                     | Jelena Erić (cyclist) ‏   | 49                    |
| 4                     | Katrine Aalerud ‏         | 37                    |
| 5                     | غلوريا رودريغيز          | لم يكمل السباق        |
| 6                     | ليا توماس                | 23                    |

| أيه آر مونكس برو سيكلينج للسيدات ‏ ASA | أيه آر مونكس برو سيكلينج للسيدات ‏ ASA | أيه آر مونكس برو سيكلينج للسيدات ‏ ASA |
| ------------------------------------- | ------------------------------------- | ------------------------------------- |
| م                                     | عداء                                  | مرتبة                                 |
| 11                                    | أرلينيس سيرا                          | 36                                    |
| 12                                    | إيدر ميرينو كورتازار                  | 57                                    |
| 13                                    | Katia Ragusa ‏                         | 40                                    |
| 14                                    | Lizbeth Salazar ‏                      | لم يكمل السباق                        |
| 15                                    | Maria Vittoria Sperotto ‏              | لم يكمل السباق                        |
| 16                                    | Jade Teolis‏                           | لم يكمل السباق                        |

| يو أي أيه تيم ‏ ALE | يو أي أيه تيم ‏ ALE              | يو أي أيه تيم ‏ ALE |
| ------------------ | ------------------------------- | ------------------ |
| م                  | عداء                            | مرتبة              |
| 21                 | مارغريتا فيكتوريا غارسيا (طريق) | 13                 |
| 22                 | مارتا باستيانيلي                | 35                 |
| 23                 | يوجينة بوجاك                    | 64                 |
| 24                 | تاتيانا جوديرزو                 | 34                 |
| 25                 | مارلين رويسر                    | 27                 |
| 26                 | Laura Tomasi ‏                   | لم يكمل السباق     |

| Aromitalia–Basso Bikes–Vaiano ‏ VAI | Aromitalia–Basso Bikes–Vaiano ‏ VAI | Aromitalia–Basso Bikes–Vaiano ‏ VAI |
| ---------------------------------- | ---------------------------------- | ---------------------------------- |
| م                                  | عداء                               | مرتبة                              |
| 31                                 | راسا ليليفيتو                      | 62                                 |
| 32                                 | Olivija Baleišytė ‏                 | لم يكمل السباق                     |
| 33                                 | Letizia Borghesi ‏                  | لم يكمل السباق                     |
| 34                                 | Inga Češulienė ‏                    | لم يكمل السباق                     |
| 35                                 | Valentina Scandolara ‏              | لم يكمل السباق                     |
| 36                                 | Gemma Sernissi ‏                    | لم يكمل السباق                     |

| بيبينك ‏ BPK | بيبينك ‏ BPK       | بيبينك ‏ BPK    |
| ----------- | ----------------- | -------------- |
| م           | عداء              | مرتبة          |
| 41          | Vania Canvelli ‏   | لم يكمل السباق |
| 42          | ميشيلا دراموند    | 58             |
| 43          | Markéta Hájková ‏  | لم يكمل السباق |
| 44          | Nora Jenčušová ‏   | لم يكمل السباق |
| 45          | Silvia Valsecchi ‏ | لم يكمل السباق |
| 46          | Silvia Zanardi ‏   | 59             |

| Born To Win–Zhiraf–G20 ‏ BTW | Born To Win–Zhiraf–G20 ‏ BTW | Born To Win–Zhiraf–G20 ‏ BTW |
| --------------------------- | --------------------------- | --------------------------- |
| م                           | عداء                        | مرتبة                       |
| 51                          | Angelica Brogi ‏             | لم يكمل السباق              |
| 52                          | Francesca Balducci ‏         | 81                          |
| 53                          | Anastasia Carbonari ‏        | 82                          |
| 54                          | Leonora Geppi ‏              | لم يكمل السباق              |
| 56                          | Giorgia Simoni‏              | لم يكمل السباق              |

| كانيون–إس آر إيه إم ‏ CSR | كانيون–إس آر إيه إم ‏ CSR | كانيون–إس آر إيه إم ‏ CSR |
| ------------------------ | ------------------------ | ------------------------ |
| م                        | عداء                     | مرتبة                    |
| 61                       | كاتارزينا نيفيادوما      | 9                        |
| 62                       | ألينا أمياليوسيك         | 43                       |
| 63                       | هانا بارنز               | 53                       |
| 64                       | Elise Chabbey ‏ (طريق)    | 19                       |
| 65                       | تيفاني كرومويل           | 51                       |
| 66                       | Mikayla Harvey ‏          | 22                       |

| Ceratizit Pro Cycling ‏ WNT | Ceratizit Pro Cycling ‏ WNT | Ceratizit Pro Cycling ‏ WNT |
| -------------------------- | -------------------------- | -------------------------- |
| م                          | عداء                       | مرتبة                      |
| 71                         | ليزا برينور (طريق)         | 18                         |
| 72                         | Elizabeth Banks            | 48                         |
| 73                         | ماريا جوليا كونفالونيري    | 50                         |
| 74                         | Marta Lach ‏ (طريق)         | 32                         |
| 75                         | إيريكا ماجندي              | 30                         |
| 76                         | Lara Vieceli ‏              | لم يكمل السباق             |

| FDJ–Suez ‏ FDJ | FDJ–Suez ‏ FDJ       | FDJ–Suez ‏ FDJ |
| ------------- | ------------------- | ------------- |
| م             | عداء                | مرتبة         |
| 81            | سيسيلي أوتوب لودفيغ | 5             |
| 82            | Stine Borgli ‏       | 63            |
| 83            | مارتا كافالي        | 8             |
| 84            | برودي شابمان        | 41            |
| 85            | إميليا فهلين        | 74            |
| 86            | Évita Muzic ‏        | 20            |

| Isolmant–Premac–Vittoria ‏ SBT | Isolmant–Premac–Vittoria ‏ SBT | Isolmant–Premac–Vittoria ‏ SBT |
| ----------------------------- | ----------------------------- | ----------------------------- |
| م                             | عداء                          | مرتبة                         |
| 91                            | Francesca Baroni ‏             | 80                            |
| 92                            | Noemi Lucrezia Eremita‏        | لم يكمل السباق                |
| 93                            | Alice Gasparini ‏              | لم يكمل السباق                |
| 94                            | Francesca Pisciali ‏           | لم يكمل السباق                |
| 95                            | Gaia Realini ‏                 | لم يكمل السباق                |

| جامبو فيسما للسيدات ‏ TJV | جامبو فيسما للسيدات ‏ TJV | جامبو فيسما للسيدات ‏ TJV |
| ------------------------ | ------------------------ | ------------------------ |
| م                        | عداء                     | مرتبة                    |
| 101                      | ماريان فوس               | 7                        |
| 102                      | Teuntje Beekhuis ‏        | 31                       |
| 103                      | أنوسكا كوستر             | لم يكمل السباق           |
| 104                      | ريجان ماركوس             | 46                       |
| 105                      | Aafke Soet ‏              | لم يكمل السباق           |
| 106                      | Julie Van de Velde ‏      | 79                       |

| ليف ريسينغ ‏ LIV | ليف ريسينغ ‏ LIV       | ليف ريسينغ ‏ LIV |
| --------------- | --------------------- | --------------- |
| م               | عداء                  | مرتبة           |
| 111             | ثريا بالادين          | 14              |
| 112             | صوفيا بيرتيزولو       | 15              |
| 113             | لوت كوبيكي (طريق)     | 17              |
| 114             | Jeanne Korevaar ‏      | 39              |
| 115             | Pauliena Rooijakkers ‏ | 29              |
| 116             | Sabrina Stultiens ‏    | 44              |

| لوتو بيليسول للسيدات ‏ LSL | لوتو بيليسول للسيدات ‏ LSL | لوتو بيليسول للسيدات ‏ LSL |
| ------------------------- | ------------------------- | ------------------------- |
| م                         | عداء                      | مرتبة                     |
| 121                       | Alana Castrique ‏          | لم يكمل السباق            |
| 122                       | Lone Meertens ‏            | لم يكمل السباق            |
| 123                       | حنا نيلسون                | 33                        |
| 124                       | Abby-Mae Parkinson ‏       | 65                        |
| 125                       | Anna Plichta ‏             | لم يكمل السباق            |
| 126                       | Elise vander Sande‏        | لم يكمل السباق            |

| ماسي تكتيك تيم للسيدات ‏ MAT | ماسي تكتيك تيم للسيدات ‏ MAT | ماسي تكتيك تيم للسيدات ‏ MAT |
| --------------------------- | --------------------------- | --------------------------- |
| م                           | عداء                        | مرتبة                       |
| 131                         | Agua Marina Espínola ‏       | لم يكمل السباق              |
| 132                         | Olivia Baril ‏               | 84                          |
| 133                         | Maaike Coljé ‏               | لم يكمل السباق              |
| 134                         | Vita Heine ‏                 | 52                          |
| 135                         | Špela Kern ‏                 | 54                          |
| 136                         | Mireia Trias ‏               | 83                          |

| باركهوتل فالكنبورغ ‏ PHV | باركهوتل فالكنبورغ ‏ PHV | باركهوتل فالكنبورغ ‏ PHV |
| ----------------------- | ----------------------- | ----------------------- |
| م                       | عداء                    | مرتبة                   |
| 141                     | Nina Buijsman ‏          | 56                      |
| 142                     | Femke Gerritse ‏         | لم يكمل السباق          |
| 143                     | Pien Limpens ‏           | لم يكمل السباق          |
| 144                     | Lieke Nooijen ‏          | 72                      |
| 145                     | Marit Raaijmakers ‏      | لم يكمل السباق          |
| 146                     | Julia van Bokhoven ‏     | 42                      |

| Servetto–Makhymo–Beltrami TSA ‏ SER | Servetto–Makhymo–Beltrami TSA ‏ SER | Servetto–Makhymo–Beltrami TSA ‏ SER |
| ---------------------------------- | ---------------------------------- | ---------------------------------- |
| م                                  | عداء                               | مرتبة                              |
| 152                                | Nadja Heigl ‏                       | لم يكمل السباق                     |
| 153                                | Tereza Korvasová ‏                  | لم يكمل السباق                     |
| 154                                | Anna Potokina ‏                     | لم يكمل السباق                     |
| 155                                | Elis Simeoni‏                       | لم يكمل السباق                     |
| 156                                | Asia Zontone ‏                      | لم يكمل السباق                     |

| Liv AlUla Jayco ‏ BEX | Liv AlUla Jayco ‏ BEX | Liv AlUla Jayco ‏ BEX |
| -------------------- | -------------------- | -------------------- |
| م                    | عداء                 | مرتبة                |
| 161                  | أماندا سبرات         | 12                   |
| 162                  | يانيكي إنسينغ        | 68                   |
| 163                  | لوسي كينيدي          | 67                   |
| 164                  | أني سانستيبان        | 85                   |
| 165                  | Moniek Tenniglo ‏     | لم يكمل السباق       |
| 166                  | جورجيا وليامز (طريق) | 78                   |

| فريق سنويب للسيدات ‏ DSM | فريق سنويب للسيدات ‏ DSM | فريق سنويب للسيدات ‏ DSM |
| ----------------------- | ----------------------- | ----------------------- |
| م                       | عداء                    | مرتبة                   |
| 171                     | ليان ليبرت              | 61                      |
| 172                     | ليا كيرشمان             | لم يكمل السباق          |
| 173                     | فرانشيسكا كوش ‏          | لم يكمل السباق          |
| 174                     | جولييت لابوس            | 25                      |
| 175                     | فلورتجي ماكايج          | 28                      |
| 176                     | Wilma Olausson ‏         | 69                      |

| إس دي وركس ‏ SDW | إس دي وركس ‏ SDW             | إس دي وركس ‏ SDW |
| --------------- | --------------------------- | --------------- |
| م               | عداء                        | مرتبة           |
| 181             | أنا فان دير بريغين (طريق)   | 3               |
| 182             | Niamh Fisher-Black ‏         | 45              |
| 183             | Chantal van den Broek-Blaak | 1               |
| 184             | آشلي مولمان (طريق)          | 11              |
| 185             | إيلينا سيتشيني              | 21              |
| 186             | ديمي فوليرينغ               | 6               |

| EF Education–Tibco–SVB ‏ TIB | EF Education–Tibco–SVB ‏ TIB | EF Education–Tibco–SVB ‏ TIB |
| --------------------------- | --------------------------- | --------------------------- |
| م                           | عداء                        | مرتبة                       |
| 191                         | Diana Peñuela ‏              | 66                          |
| 192                         | إيفا بورمان                 | 70                          |
| 193                         | Tanja Erath ‏                | 71                          |
| 194                         | كريستين فولكنر              | 16                          |
| 195                         | لورين ستيفنز                | 26                          |
| 196                         | Eri Yonamine ‏               | 47                          |

| توب قيرلز فسى برتولو ‏ TOP | توب قيرلز فسى برتولو ‏ TOP | توب قيرلز فسى برتولو ‏ TOP |
| ------------------------- | ------------------------- | ------------------------- |
| م                         | عداء                      | مرتبة                     |
| 201                       | Debora Silvestri ‏         | 77                        |
| 202                       | Michela Balducci ‏         | لم يكمل السباق            |
| 203                       | Giorgia Bariani ‏          | لم يكمل السباق            |
| 204                       | Elisa Dalla Valle ‏        | لم يكمل السباق            |
| 205                       | Greta Marturano ‏          | لم يكمل السباق            |
| 206                       | Giorgia Vettorello ‏       | لم يكمل السباق            |

| Lidl–Trek (women's team) ‏ TFS | Lidl–Trek (women's team) ‏ TFS | Lidl–Trek (women's team) ‏ TFS |
| ----------------------------- | ----------------------------- | ----------------------------- |
| م                             | عداء                          | مرتبة                         |
| 211                           | إليسا ونغو بورغيني (طريق)     | 2                             |
| 212                           | Audrey Cordon-Ragot (طريق)    | 24                            |
| 213                           | لوسيندا براند                 | 73                            |
| 214                           | كلو هوسكينغ                   | لم يكمل السباق                |
| 215                           | Ellen van Dijk                | 10                            |
| 216                           | تايلر وايلز                   | 60                            |

| فالكار سيلانس ‏ VAL | فالكار سيلانس ‏ VAL | فالكار سيلانس ‏ VAL |
| ------------------ | ------------------ | ------------------ |
| م                  | عداء               | مرتبة              |
| 221                | إليسا بالسامو      | 55                 |
| 222                | Vittoria Guazzini ‏ | 38                 |
| 223                | Silvia Persico ‏    | 75                 |
| 224                | إيلينا بيروني      | لم يكمل السباق     |
| 225                | Silvia Pollicini ‏  | لم يكمل السباق     |
| 226                | Ilaria Sanguineti ‏ | لم يكمل السباق     |

| موفيستار للسيدات ‏ MOV | موفيستار للسيدات ‏ MOV    | موفيستار للسيدات ‏ MOV |
| --------------------- | ------------------------ | --------------------- |
| م                     | عداء                     | مرتبة                 |
| 1                     | أنيميك فان فليوتن (طريق) | 4                     |
| 2                     | أود بيانيك               | 76                    |
| 3                     | Jelena Erić (cyclist) ‏   | 49                    |
| 4                     | Katrine Aalerud ‏         | 37                    |
| 5                     | غلوريا رودريغيز          | لم يكمل السباق        |
| 6                     | ليا توماس                | 23                    |

| أيه آر مونكس برو سيكلينج للسيدات ‏ ASA | أيه آر مونكس برو سيكلينج للسيدات ‏ ASA | أيه آر مونكس برو سيكلينج للسيدات ‏ ASA |
| ------------------------------------- | ------------------------------------- | ------------------------------------- |
| م                                     | عداء                                  | مرتبة                                 |
| 11                                    | أرلينيس سيرا                          | 36                                    |
| 12                                    | إيدر ميرينو كورتازار                  | 57                                    |
| 13                                    | Katia Ragusa ‏                         | 40                                    |
| 14                                    | Lizbeth Salazar ‏                      | لم يكمل السباق                        |
| 15                                    | Maria Vittoria Sperotto ‏              | لم يكمل السباق                        |
| 16                                    | Jade Teolis‏                           | لم يكمل السباق                        |

| يو أي أيه تيم ‏ ALE | يو أي أيه تيم ‏ ALE              | يو أي أيه تيم ‏ ALE |
| ------------------ | ------------------------------- | ------------------ |
| م                  | عداء                            | مرتبة              |
| 21                 | مارغريتا فيكتوريا غارسيا (طريق) | 13                 |
| 22                 | مارتا باستيانيلي                | 35                 |
| 23                 | يوجينة بوجاك                    | 64                 |
| 24                 | تاتيانا جوديرزو                 | 34                 |
| 25                 | مارلين رويسر                    | 27                 |
| 26                 | Laura Tomasi ‏                   | لم يكمل السباق     |

| Aromitalia–Basso Bikes–Vaiano ‏ VAI | Aromitalia–Basso Bikes–Vaiano ‏ VAI | Aromitalia–Basso Bikes–Vaiano ‏ VAI |
| ---------------------------------- | ---------------------------------- | ---------------------------------- |
| م                                  | عداء                               | مرتبة                              |
| 31                                 | راسا ليليفيتو                      | 62                                 |
| 32                                 | Olivija Baleišytė ‏                 | لم يكمل السباق                     |
| 33                                 | Letizia Borghesi ‏                  | لم يكمل السباق                     |
| 34                                 | Inga Češulienė ‏                    | لم يكمل السباق                     |
| 35                                 | Valentina Scandolara ‏              | لم يكمل السباق                     |
| 36                                 | Gemma Sernissi ‏                    | لم يكمل السباق                     |

| بيبينك ‏ BPK | بيبينك ‏ BPK       | بيبينك ‏ BPK    |
| ----------- | ----------------- | -------------- |
| م           | عداء              | مرتبة          |
| 41          | Vania Canvelli ‏   | لم يكمل السباق |
| 42          | ميشيلا دراموند    | 58             |
| 43          | Markéta Hájková ‏  | لم يكمل السباق |
| 44          | Nora Jenčušová ‏   | لم يكمل السباق |
| 45          | Silvia Valsecchi ‏ | لم يكمل السباق |
| 46          | Silvia Zanardi ‏   | 59             |

| Born To Win–Zhiraf–G20 ‏ BTW | Born To Win–Zhiraf–G20 ‏ BTW | Born To Win–Zhiraf–G20 ‏ BTW |
| --------------------------- | --------------------------- | --------------------------- |
| م                           | عداء                        | مرتبة                       |
| 51                          | Angelica Brogi ‏             | لم يكمل السباق              |
| 52                          | Francesca Balducci ‏         | 81                          |
| 53                          | Anastasia Carbonari ‏        | 82                          |
| 54                          | Leonora Geppi ‏              | لم يكمل السباق              |
| 56                          | Giorgia Simoni‏              | لم يكمل السباق              |

| كانيون–إس آر إيه إم ‏ CSR | كانيون–إس آر إيه إم ‏ CSR | كانيون–إس آر إيه إم ‏ CSR |
| ------------------------ | ------------------------ | ------------------------ |
| م                        | عداء                     | مرتبة                    |
| 61                       | كاتارزينا نيفيادوما      | 9                        |
| 62                       | ألينا أمياليوسيك         | 43                       |
| 63                       | هانا بارنز               | 53                       |
| 64                       | Elise Chabbey ‏ (طريق)    | 19                       |
| 65                       | تيفاني كرومويل           | 51                       |
| 66                       | Mikayla Harvey ‏          | 22                       |

| Ceratizit Pro Cycling ‏ WNT | Ceratizit Pro Cycling ‏ WNT | Ceratizit Pro Cycling ‏ WNT |
| -------------------------- | -------------------------- | -------------------------- |
| م                          | عداء                       | مرتبة                      |
| 71                         | ليزا برينور (طريق)         | 18                         |
| 72                         | Elizabeth Banks            | 48                         |
| 73                         | ماريا جوليا كونفالونيري    | 50                         |
| 74                         | Marta Lach ‏ (طريق)         | 32                         |
| 75                         | إيريكا ماجندي              | 30                         |
| 76                         | Lara Vieceli ‏              | لم يكمل السباق             |

| FDJ–Suez ‏ FDJ | FDJ–Suez ‏ FDJ       | FDJ–Suez ‏ FDJ |
| ------------- | ------------------- | ------------- |
| م             | عداء                | مرتبة         |
| 81            | سيسيلي أوتوب لودفيغ | 5             |
| 82            | Stine Borgli ‏       | 63            |
| 83            | مارتا كافالي        | 8             |
| 84            | برودي شابمان        | 41            |
| 85            | إميليا فهلين        | 74            |
| 86            | Évita Muzic ‏        | 20            |

| Isolmant–Premac–Vittoria ‏ SBT | Isolmant–Premac–Vittoria ‏ SBT | Isolmant–Premac–Vittoria ‏ SBT |
| ----------------------------- | ----------------------------- | ----------------------------- |
| م                             | عداء                          | مرتبة                         |
| 91                            | Francesca Baroni ‏             | 80                            |
| 92                            | Noemi Lucrezia Eremita‏        | لم يكمل السباق                |
| 93                            | Alice Gasparini ‏              | لم يكمل السباق                |
| 94                            | Francesca Pisciali ‏           | لم يكمل السباق                |
| 95                            | Gaia Realini ‏                 | لم يكمل السباق                |

| جامبو فيسما للسيدات ‏ TJV | جامبو فيسما للسيدات ‏ TJV | جامبو فيسما للسيدات ‏ TJV |
| ------------------------ | ------------------------ | ------------------------ |
| م                        | عداء                     | مرتبة                    |
| 101                      | ماريان فوس               | 7                        |
| 102                      | Teuntje Beekhuis ‏        | 31                       |
| 103                      | أنوسكا كوستر             | لم يكمل السباق           |
| 104                      | ريجان ماركوس             | 46                       |
| 105                      | Aafke Soet ‏              | لم يكمل السباق           |
| 106                      | Julie Van de Velde ‏      | 79                       |

| ليف ريسينغ ‏ LIV | ليف ريسينغ ‏ LIV       | ليف ريسينغ ‏ LIV |
| --------------- | --------------------- | --------------- |
| م               | عداء                  | مرتبة           |
| 111             | ثريا بالادين          | 14              |
| 112             | صوفيا بيرتيزولو       | 15              |
| 113             | لوت كوبيكي (طريق)     | 17              |
| 114             | Jeanne Korevaar ‏      | 39              |
| 115             | Pauliena Rooijakkers ‏ | 29              |
| 116             | Sabrina Stultiens ‏    | 44              |

| لوتو بيليسول للسيدات ‏ LSL | لوتو بيليسول للسيدات ‏ LSL | لوتو بيليسول للسيدات ‏ LSL |
| ------------------------- | ------------------------- | ------------------------- |
| م                         | عداء                      | مرتبة                     |
| 121                       | Alana Castrique ‏          | لم يكمل السباق            |
| 122                       | Lone Meertens ‏            | لم يكمل السباق            |
| 123                       | حنا نيلسون                | 33                        |
| 124                       | Abby-Mae Parkinson ‏       | 65                        |
| 125                       | Anna Plichta ‏             | لم يكمل السباق            |
| 126                       | Elise vander Sande‏        | لم يكمل السباق            |

| ماسي تكتيك تيم للسيدات ‏ MAT | ماسي تكتيك تيم للسيدات ‏ MAT | ماسي تكتيك تيم للسيدات ‏ MAT |
| --------------------------- | --------------------------- | --------------------------- |
| م                           | عداء                        | مرتبة                       |
| 131                         | Agua Marina Espínola ‏       | لم يكمل السباق              |
| 132                         | Olivia Baril ‏               | 84                          |
| 133                         | Maaike Coljé ‏               | لم يكمل السباق              |
| 134                         | Vita Heine ‏                 | 52                          |
| 135                         | Špela Kern ‏                 | 54                          |
| 136                         | Mireia Trias ‏               | 83                          |

| باركهوتل فالكنبورغ ‏ PHV | باركهوتل فالكنبورغ ‏ PHV | باركهوتل فالكنبورغ ‏ PHV |
| ----------------------- | ----------------------- | ----------------------- |
| م                       | عداء                    | مرتبة                   |
| 141                     | Nina Buijsman ‏          | 56                      |
| 142                     | Femke Gerritse ‏         | لم يكمل السباق          |
| 143                     | Pien Limpens ‏           | لم يكمل السباق          |
| 144                     | Lieke Nooijen ‏          | 72                      |
| 145                     | Marit Raaijmakers ‏      | لم يكمل السباق          |
| 146                     | Julia van Bokhoven ‏     | 42                      |

| Servetto–Makhymo–Beltrami TSA ‏ SER | Servetto–Makhymo–Beltrami TSA ‏ SER | Servetto–Makhymo–Beltrami TSA ‏ SER |
| ---------------------------------- | ---------------------------------- | ---------------------------------- |
| م                                  | عداء                               | مرتبة                              |
| 152                                | Nadja Heigl ‏                       | لم يكمل السباق                     |
| 153                                | Tereza Korvasová ‏                  | لم يكمل السباق                     |
| 154                                | Anna Potokina ‏                     | لم يكمل السباق                     |
| 155                                | Elis Simeoni‏                       | لم يكمل السباق                     |
| 156                                | Asia Zontone ‏                      | لم يكمل السباق                     |

| Liv AlUla Jayco ‏ BEX | Liv AlUla Jayco ‏ BEX | Liv AlUla Jayco ‏ BEX |
| -------------------- | -------------------- | -------------------- |
| م                    | عداء                 | مرتبة                |
| 161                  | أماندا سبرات         | 12                   |
| 162                  | يانيكي إنسينغ        | 68                   |
| 163                  | لوسي كينيدي          | 67                   |
| 164                  | أني سانستيبان        | 85                   |
| 165                  | Moniek Tenniglo ‏     | لم يكمل السباق       |
| 166                  | جورجيا وليامز (طريق) | 78                   |

| فريق سنويب للسيدات ‏ DSM | فريق سنويب للسيدات ‏ DSM | فريق سنويب للسيدات ‏ DSM |
| ----------------------- | ----------------------- | ----------------------- |
| م                       | عداء                    | مرتبة                   |
| 171                     | ليان ليبرت              | 61                      |
| 172                     | ليا كيرشمان             | لم يكمل السباق          |
| 173                     | فرانشيسكا كوش ‏          | لم يكمل السباق          |
| 174                     | جولييت لابوس            | 25                      |
| 175                     | فلورتجي ماكايج          | 28                      |
| 176                     | Wilma Olausson ‏         | 69                      |

| إس دي وركس ‏ SDW | إس دي وركس ‏ SDW             | إس دي وركس ‏ SDW |
| --------------- | --------------------------- | --------------- |
| م               | عداء                        | مرتبة           |
| 181             | أنا فان دير بريغين (طريق)   | 3               |
| 182             | Niamh Fisher-Black ‏         | 45              |
| 183             | Chantal van den Broek-Blaak | 1               |
| 184             | آشلي مولمان (طريق)          | 11              |
| 185             | إيلينا سيتشيني              | 21              |
| 186             | ديمي فوليرينغ               | 6               |

| EF Education–Tibco–SVB ‏ TIB | EF Education–Tibco–SVB ‏ TIB | EF Education–Tibco–SVB ‏ TIB |
| --------------------------- | --------------------------- | --------------------------- |
| م                           | عداء                        | مرتبة                       |
| 191                         | Diana Peñuela ‏              | 66                          |
| 192                         | إيفا بورمان                 | 70                          |
| 193                         | Tanja Erath ‏                | 71                          |
| 194                         | كريستين فولكنر              | 16                          |
| 195                         | لورين ستيفنز                | 26                          |
| 196                         | Eri Yonamine ‏               | 47                          |

| توب قيرلز فسى برتولو ‏ TOP | توب قيرلز فسى برتولو ‏ TOP | توب قيرلز فسى برتولو ‏ TOP |
| ------------------------- | ------------------------- | ------------------------- |
| م                         | عداء                      | مرتبة                     |
| 201                       | Debora Silvestri ‏         | 77                        |
| 202                       | Michela Balducci ‏         | لم يكمل السباق            |
| 203                       | Giorgia Bariani ‏          | لم يكمل السباق            |
| 204                       | Elisa Dalla Valle ‏        | لم يكمل السباق            |
| 205                       | Greta Marturano ‏          | لم يكمل السباق            |
| 206                       | Giorgia Vettorello ‏       | لم يكمل السباق            |

| Lidl–Trek (women's team) ‏ TFS | Lidl–Trek (women's team) ‏ TFS | Lidl–Trek (women's team) ‏ TFS |
| ----------------------------- | ----------------------------- | ----------------------------- |
| م                             | عداء                          | مرتبة                         |
| 211                           | إليسا ونغو بورغيني (طريق)     | 2                             |
| 212                           | Audrey Cordon-Ragot (طريق)    | 24                            |
| 213                           | لوسيندا براند                 | 73                            |
| 214                           | كلو هوسكينغ                   | لم يكمل السباق                |
| 215                           | Ellen van Dijk                | 10                            |
| 216                           | تايلر وايلز                   | 60                            |

| فالكار سيلانس ‏ VAL | فالكار سيلانس ‏ VAL | فالكار سيلانس ‏ VAL |
| ------------------ | ------------------ | ------------------ |
| م                  | عداء               | مرتبة              |
| 221                | إليسا بالسامو      | 55                 |
| 222                | Vittoria Guazzini ‏ | 38                 |
| 223                | Silvia Persico ‏    | 75                 |
| 224                | إيلينا بيروني      | لم يكمل السباق     |
| 225                | Silvia Pollicini ‏  | لم يكمل السباق     |
| 226                | Ilaria Sanguineti ‏ | لم يكمل السباق     |

## التصنيف العام النهائي
| \| التصنيف العام \| التصنيف العام \| التصنيف العام \| التصنيف العام \| التصنيف العام \| \| المتسابقة \| المتسابقة \| الفريق \| الوقت \| \| \| ------------- \| --------------------------- \| ------------------------------------- \| ------------- \| ------------- \| \| 1 \| Chantal van den Broek-Blaak \| إس دي وركس [الإنجليزية]‏ \| 3 س 54 د 40 ث \| \| \| 2 \| إليسا ونغو بورغيني \| Lidl–Trek (women's team) [الإنجليزية]‏ \| + 7 ث \| \| \| 3 \| أنا فان دير بريغين \| إس دي وركس [الإنجليزية]‏ \| + 9 ث \| \| \| 4 \| أنيميك فان فليوتن \| موفيستار للسيدات [الإنجليزية]‏ \| + 11 ث \| \| \| 5 \| سيسيلي أوتوب لودفيغ \| FDJ–Suez [الإنجليزية]‏ \| + 11 ث \| \| \| 6 \| ديمي فوليرينغ \| إس دي وركس [الإنجليزية]‏ \| + 11 ث \| \| \| 7 \| ماريان فوس \| جامبو فيسما للسيدات [الإنجليزية]‏ \| + 23 ث \| \| \| 8 \| مارتا كافالي \| FDJ–Suez [الإنجليزية]‏ \| + 27 ث \| \| \| 9 \| كاتارزينا نيفيادوما \| كانيون–إس آر إيه إم [الإنجليزية]‏ \| + 30 ث \| \| \| 10 \| Ellen van Dijk \| Lidl–Trek (women's team) [الإنجليزية]‏ \| + 32 ث \| \| |                             |                           |               |  |
| |                             |                           |               |  |
| مصادر: ProCyclingStats Cycling Quotient |                             |                           |               |  |
| التصنيف العام |                             |                           |               |  |
| المتسابقة | المتسابقة                   | الفريق                    | الوقت         |  |
| 1 | Chantal van den Broek-Blaak | إس دي وركس ‏               | 3 س 54 د 40 ث |  |
| 2 | إليسا ونغو بورغيني          | Lidl–Trek (women's team) ‏ | + 7 ث         |  |
| 3 | أنا فان دير بريغين          | إس دي وركس ‏               | + 9 ث         |  |
| 4 | أنيميك فان فليوتن           | موفيستار للسيدات ‏         | + 11 ث        |  |
| 5 | سيسيلي أوتوب لودفيغ         | FDJ–Suez ‏                 | + 11 ث        |  |
| 6 | ديمي فوليرينغ               | إس دي وركس ‏               | + 11 ث        |  |
| 7 | ماريان فوس                  | جامبو فيسما للسيدات ‏      | + 23 ث        |  |
| 8 | مارتا كافالي                | FDJ–Suez ‏                 | + 27 ث        |  |
| 9 | كاتارزينا نيفيادوما         | كانيون–إس آر إيه إم ‏      | + 30 ث        |  |
| 10 | Ellen van Dijk              | Lidl–Trek (women's team) ‏ | + 32 ث        |  |

### تصنيف النقاط
| \| تصنيف النقاط \| تصنيف النقاط \| تصنيف النقاط \| تصنيف النقاط \| تصنيف النقاط \| \| المتسابقة \| المتسابقة \| الفريق \| النقاط \| \| \| ------------ \| --------------------------- \| ------------------------------------- \| ------------ \| ------------ \| \| 1 \| Chantal van den Broek-Blaak \| إس دي وركس [الإنجليزية]‏ \| 400 نقطة \| \| \| 2 \| إليسا ونغو بورغيني \| Lidl–Trek (women's team) [الإنجليزية]‏ \| 320 نقطة \| \| \| 3 \| أنا فان دير بريغين \| إس دي وركس [الإنجليزية]‏ \| 260 نقطة \| \| \| 4 \| أنيميك فان فليوتن \| موفيستار للسيدات [الإنجليزية]‏ \| 220 نقطة \| \| \| 5 \| سيسيلي أوتوب لودفيغ \| FDJ–Suez [الإنجليزية]‏ \| 180 نقطة \| \| \| 6 \| ديمي فوليرينغ \| إس دي وركس [الإنجليزية]‏ \| 140 نقطة \| \| \| 7 \| ماريان فوس \| جامبو فيسما للسيدات [الإنجليزية]‏ \| 120 نقطة \| \| \| 8 \| مارتا كافالي \| FDJ–Suez [الإنجليزية]‏ \| 100 نقطة \| \| \| 9 \| كاتارزينا نيفيادوما \| كانيون–إس آر إيه إم [الإنجليزية]‏ \| 80 نقطة \| \| \| 10 \| Ellen van Dijk \| Lidl–Trek (women's team) [الإنجليزية]‏ \| 68 نقطة \| \| |                             |                           |          |  |
| |                             |                           |          |  |
| مصادر: ProCyclingStats Cycling Quotient |                             |                           |          |  |
| تصنيف النقاط |                             |                           |          |  |
| المتسابقة | المتسابقة                   | الفريق                    | النقاط   |  |
| 1 | Chantal van den Broek-Blaak | إس دي وركس ‏               | 400 نقطة |  |
| 2 | إليسا ونغو بورغيني          | Lidl–Trek (women's team) ‏ | 320 نقطة |  |
| 3 | أنا فان دير بريغين          | إس دي وركس ‏               | 260 نقطة |  |
| 4 | أنيميك فان فليوتن           | موفيستار للسيدات ‏         | 220 نقطة |  |
| 5 | سيسيلي أوتوب لودفيغ         | FDJ–Suez ‏                 | 180 نقطة |  |
| 6 | ديمي فوليرينغ               | إس دي وركس ‏               | 140 نقطة |  |
| 7 | ماريان فوس                  | جامبو فيسما للسيدات ‏      | 120 نقطة |  |
| 8 | مارتا كافالي                | FDJ–Suez ‏                 | 100 نقطة |  |
| 9 | كاتارزينا نيفيادوما         | كانيون–إس آر إيه إم ‏      | 80 نقطة  |  |
| 10 | Ellen van Dijk              | Lidl–Trek (women's team) ‏ | 68 نقطة  |  |

### تصنيف أفضل شاب
| \| تصنيف أفضل شابة \| تصنيف أفضل شابة \| تصنيف أفضل شابة \| تصنيف أفضل شابة \| تصنيف أفضل شابة \| \| المتسابقة \| المتسابقة \| الفريق \| الوقت \| \| \| --------------- \| ------------------------------ \| ------------------------------- \| --------------- \| --------------- \| \| 1 \| Évita Muzic [الإنجليزية]‏ \| FDJ–Suez [الإنجليزية]‏ \| \| \| \| 2 \| Vittoria Guazzini [الإنجليزية]‏ \| فالكار سيلانس [الإنجليزية]‏ \| \| \| \| 3 \| Julia van Bokhoven [لغات أخرى]‏ \| باركهوتل فالكنبورغ [الإنجليزية]‏ \| \| \| |                     |                     |       |  |
| |                     |                     |       |  |
| مصادر: ProCyclingStats Cycling Quotient |                     |                     |       |  |
| تصنيف أفضل شابة |                     |                     |       |  |
| المتسابقة | المتسابقة           | الفريق              | الوقت |  |
| 1 | Évita Muzic ‏        | FDJ–Suez ‏           |       |  |
| 2 | Vittoria Guazzini ‏  | فالكار سيلانس ‏      |       |  |
| 3 | Julia van Bokhoven ‏ | باركهوتل فالكنبورغ ‏ |       |  |

## تصنيف الفرق

### الفرق حسب النقاط
| \| ترتيب الفرق حسب النقاط \| ترتيب الفرق حسب النقاط \| ترتيب الفرق حسب النقاط \| ترتيب الفرق حسب النقاط \| \| الفريق \| الفريق \| النقاط \| \| \| ---------------------- \| -------------------------------------------- \| ---------------------- \| ---------------------- \| \| 1 \| إس دي وركس 2021 [الإنجليزية]‏ \| 872 نقطة \| \| \| 2 \| Lidl–Trek (women's team) [الإنجليزية]‏ \| 404 نقطة \| \| \| 3 \| FDJ–Suez [الإنجليزية]‏ \| 304 نقطة \| \| \| 4 \| موفيستار للسيدات 2021 [الإنجليزية]‏ \| 244 نقطة \| \| \| 5 \| جامبو فيسما للسيدات 2021 [الإنجليزية]‏ \| 128 نقطة \| \| \| 6 \| كانيون إس آر إيه إم راسينغ 2021 [الإنجليزية]‏ \| 120 نقطة \| \| \| 7 \| ليف ريسينغ 2021 [الإنجليزية]‏ \| 108 نقطة \| \| \| 8 \| ألي بي تي سي ليوبليانا 2021 [الإنجليزية]‏ \| 72 نقطة \| \| \| 9 \| Liv AlUla Jayco [الإنجليزية]‏ \| 48 نقطة \| \| \| 10 \| Ceratizit Pro Cycling [الإنجليزية]‏ \| 48 نقطة \| \| |                                  |          |  |
| |                                  |          |  |
| مصادر: ProCyclingStats Cycling Quotient |                                  |          |  |
| ترتيب الفرق حسب النقاط |                                  |          |  |
| الفريق | الفريق                           | النقاط   |  |
| 1 | إس دي وركس 2021 ‏                 | 872 نقطة |  |
| 2 | Lidl–Trek (women's team) ‏        | 404 نقطة |  |
| 3 | FDJ–Suez ‏                        | 304 نقطة |  |
| 4 | موفيستار للسيدات 2021 ‏           | 244 نقطة |  |
| 5 | جامبو فيسما للسيدات 2021 ‏        | 128 نقطة |  |
| 6 | كانيون إس آر إيه إم راسينغ 2021 ‏ | 120 نقطة |  |
| 7 | ليف ريسينغ 2021 ‏                 | 108 نقطة |  |
| 8 | ألي بي تي سي ليوبليانا 2021 ‏     | 72 نقطة  |  |
| 9 | Liv AlUla Jayco ‏                 | 48 نقطة  |  |
| 10 | Ceratizit Pro Cycling ‏           | 48 نقطة  |  |

## وصلات خارجية
- الموقع الرسمي
- لمحة عن سباق ستراد بينك للسيدات 2021 على موقع  ProCyclingStats   (برو  سايكلنج  ستاتس) - إحصاءات  محترفي  الدراجات.

- ستراد بينك للسيدات 2021 على موقع إحصائيات الدراجات الإحترافية (الإنجليزية)